# Tchads departementer
Tchads regioner er inddelt i 61 departementer. Departementerne er listet op under, efter region:

## Barh El Gazel
- Barh El Gazel Nord
- Barh El Gazel Sud

## Batha
- Batha Est
- Batha Ouest
- Fitri

## Borkou
- Borkou
- Borkou Yala

## Chari-Baguirmi
- Baguirmi
- Chari
- Loug Chari

## Ennedi
- Ennedi
- Wadi Hawar

## Guéra
- Abtouyour
- Barh Signaka
- Guéra
- Mangalmé

## Hadjer-Lamis
- Dababa
- Dagana
- Haraze Al Biar

## Kanem
- Barh El Gazel
- Kanem
- Wadi Bissam

## Lac
- Mamdi
- Wayi

## Logone Occidental
- Dodjé
- Guéni
- Lac Wey
- Ngourkosso

## Logone Oriental
- Kouh-Est
- Kouh-Ouest
- La Nya Pendé
- La Pendé
- Monts de Lam
- Nya

## Mandoul
- Barh Sara
- Mandoul Occidental
- Mandoul Oriental

## Mayo-Kebbi Est
- Kabbia
- Mayo-Boneye
- Mayo-Lémié
- Mont d'Illi

## Mayo-Kebbi Ouest
- Lac Léré
- Mayo-Dallah

## Moyen-Chari
- Barh Köh
- Grande Sido
- Lac Iro

## Ouaddaï
- Assoungha
- Djourf Al Ahmar
- Ouara

## Salamat
- Aboudeïa
- Barh Azoum
- Haraze Mangueigne

## Sila
- Kimiti
- Djourouf Al Ahmar

## Tandjilé
- Tandjilé Est
- Tandjilé Ouest

## Tibesti
- Tibesti Est
- Tibesti Ouest

## Wadi Fira
- Biltine
- Dar Tama
- Kobé

Bemærk at N'Djamena ikke består af departementer, men af 10 arrondissementer.